# 南維金鎮區 (北達科他州本森縣)
南維金鎮區（英語：South Viking Township）是位於美國北達科他州本森縣的一個鎮區。

## 地方資料
南維金鎮區的面積為92.80平方千米，當中陸地面積為92.21平方千米，而水域面積為0.58平方千米。根據2010年美國人口普查的數據，當地共有人口61人，而人口密度為每平方千米0.66人。